# Салаш Илије-Ице Шокице
Салаш Илије-Ице Шокице је грађевина која је саграђена током Другог светског рата. С обзиром да представља значајну историјску грађевину, проглашен је непокретним културним добром Републике Србије. Налази се у Жабаљу, под заштитом је Покрајинског завода за заштиту споменика културе Петроварадин.

## Историја
Салаш Илије-Ице Шокице се налази источно од Жабља, лево од пута за Зрењанин. На њему је 17. августа 1941. формиран штаб првог Шајкашког партизанског одреда и ту је боравио до новембра исте године. Након формирања је донета одлука о подизању устанка у овом региону. Доминантан објекат на салашу је стамбена кућа која има одлике типичне војвођанске куће: издужену основу, двосливни кров покривен црепом са три прозора на ужој страни објекта и два отвора на таванском простору. Са бочне стране су четири прозора и троја врата, кућа је малтерисана и без украса. У централни регистар је уписан 16. фебруара 2005. под бројем СК 1871, а у регистар Покрајинског завода за заштиту споменика културе Петроварадин истог дана под бројем СК 85.